# Cementoven Obourg

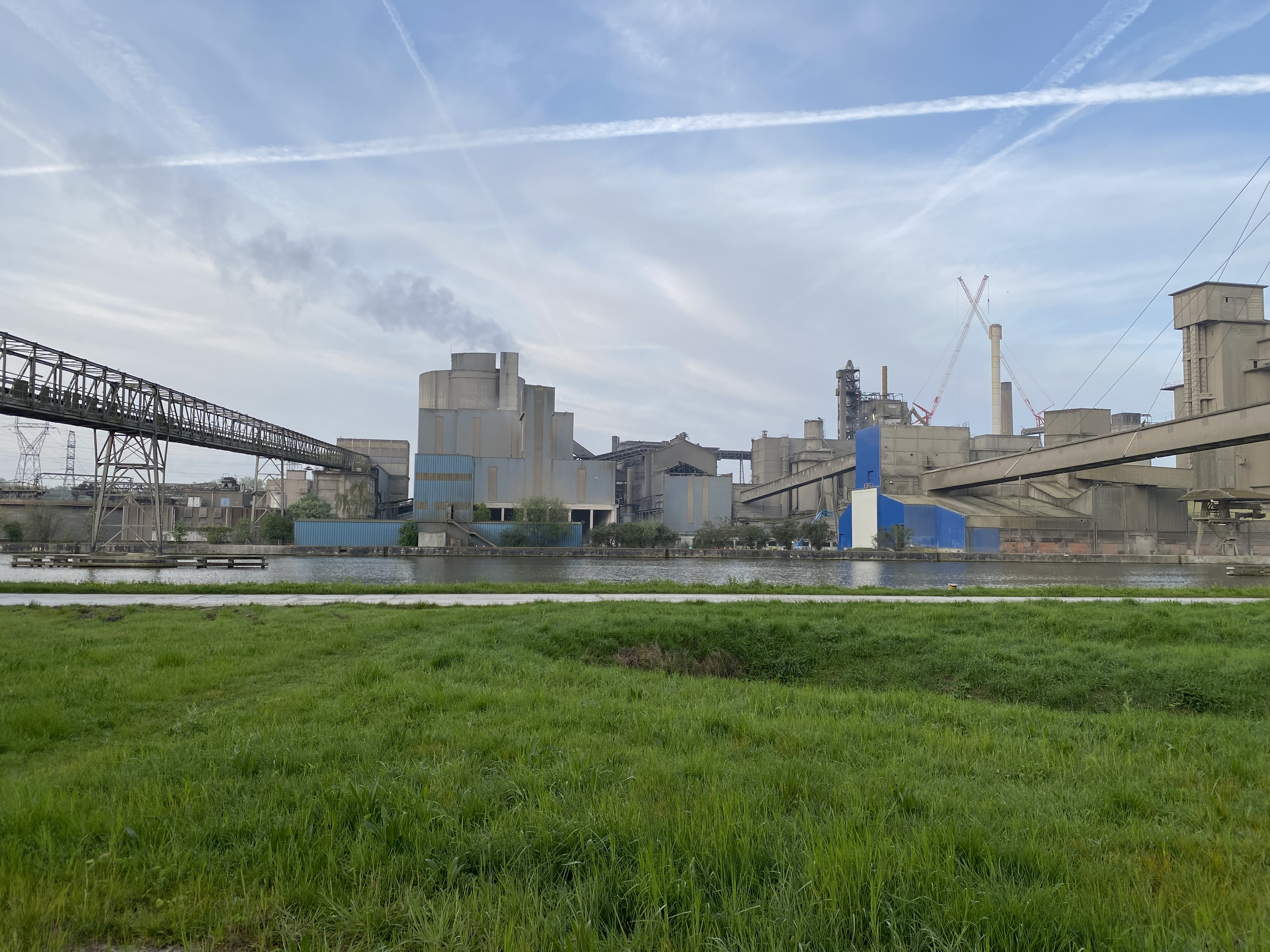
Blik op de cementfabriek van Obourg.

De cementoven van Obourg is een onderdeel van de cementfabriek van Obourg. Deze fabriek is een van de oudste en grootste cementproducenten van Europa. De fabriek staat in voor een vierde van de cementproductie in België. Gedurende de jaren zijn er vijf krijtgroeves geëxploiteerd, waarvan er een nog steeds actief is.

## Geschiedenis
Het verhaal van de cementindustrie in Obourg is gestart op 18 maart 1911, toen Arthur Brison er een cementfabriek oprichtte onder de naam ‘Ciments Artificiels de Obourg’, het latere ‘Ciment d’Obourg’. De fabriek had in zijn eerste jaren een productiecapaciteit van 65 000 ton/jaar. In juli 1922 werd Amédée Hus, een elektro-ingenieur, de nieuwe baas van de fabriek en trapte een ambitieus plan van vernieuwing op gang. Dit leidde tot groei en een overname in 1925 door het Zwitserse Holderbank. De fabriek bleef echter verder functioneren onder de naam ‘Ciment d’Obourg’.
In de periode van 1929 tot 1947 bouwde het bedrijf vier bijkomende ovens. Zo steeg de capaciteit van 250 000 ton in 1929 tot meer dan 600 000 ton in 1947. Nadien bleef de fabriek zich uitbreiden door de overnames van de firma Dumont dat eigenaar was van de ‘Carrière du Milieu’ (1952) en de ‘Cimenterie de Thieu’(1953), dat later in 1985 moest sluiten. Aansluitend op deze aanhoudende groei nam de fabriek in 1953 al zijn zevende oven in gebruik. Met een lengte van 165 m en een diameter van 4,5 m was de oven in staat om tot wel 1100 ton klinkerper dag te produceren, wat op dat moment een wereldrecord was. Dit wereldrecord sloegen ze in 1957 zelf aan diggelen met de bouw van oven nummer acht, die meer dan 1450 ton klinker per dag kan produceren. Op dit moment floreert de Belgische economie en speelt de fabriek een zeer belangrijke rol bij de infrastructurele ontwikkelingen naar aanleiding van Expo ‘58.
In 1964 lanceerde men een ambitieus uitbreidingsplan, gedreven door het principe dat stilstand gelijkstond aan achteruitgang. Binnen een tijdsbestek van vier jaar werd dit plan voltooid. Als onderdeel hiervan startte men de constructie van een nieuwe oven, nummer 9, met een lengte van 202 meter en een dagelijkse productiecapaciteit van 2800 ton. In 1970 werd de laatste oven gebouwd, wat een historische mijlpaal voor de fabriek betekende, aangezien deze voldoende capaciteit bood om de verouderde ovens 1-6 buiten werking te stellen. Deze ovens werden uiteindelijk in 1987 afgebroken, terwijl oven 7 een jaar later werd uitgeschakeld en met de grond gelijk werd gemaakt.

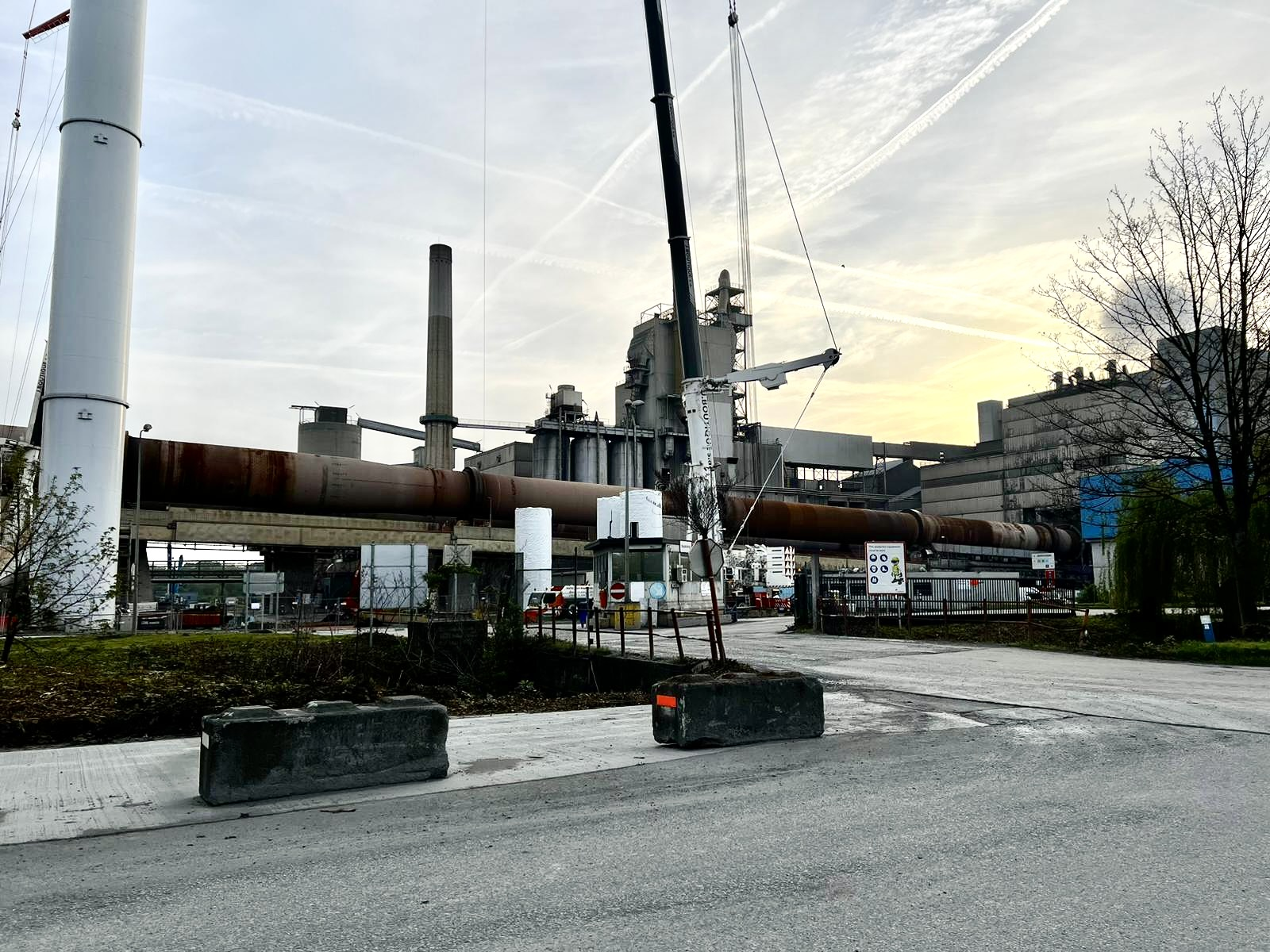
Cementoven nr 10, gebouwd in 1970, is vandaag nog in gebruik.

In 2002 onderging de holding een naamswijziging, waarbij Holderbank werd omgedoopt tot Holcim. Vanaf dan gaat de fabriek verder onder de naam ‘Holcim Obourg’.
In de huidige operationele fase blijven oven 9 en 10 in gebruik, waarbij nog steeds het natte productieproces wordt toegepast. Gezamenlijk genereren ze een jaarlijkse productie van ongeveer 2 miljoen ton klinker. Holcim heeft echter het initiatief genomen om de site te moderniseren met als doel de CO2-uitstoot te verminderen. Dit omvat ook het vervangen van de bestaande ovens.

## Locatie
De keuze voor Obourg, gelegen in het Mons-basin, was allesbehalve een toeval als we kijken naar de geologie van de omgeving. De bodem is namelijk rijk aan een grote hoeveelheid wit krijt. Het gaat hier vooral over de formaties die afkomstig zijn uit het Campanien, een geologisch tijdperk uit het laat-krijt. Deze krijtlagen worden ontgonnen in vier groeves ten noordoosten van de cementfabriek. Hiervan is momenteel nog maar één groeve actief. De ontginning heeft vooral betrekking op de Spiennes formatie, formatie Nouvelles, formatie Obourg en de Trivières formatie.
Op de kaart is de volgende volgorde van west naar oost te zien:
- Carrière Obourg 4 (Carrière de Wartons): Deze groeve werd oorspronkelijk geëxploiteerd door CBR NV, en vervolgens de Holcim NV. De exploitatie in deze groeve is afgelopen en de groeve staat volledig onder water. Deze groeve werd getransformeerd in een natuurgebied.[5]
- Carrière 1 CBR: Deze groeve werd geëxploiteerd door Cimenterie CBR NV. De ontginning is gestopt in 1980 door uitputting, en de groeve staat volledig onder water.[5]
- Carrière Obourg 1 (SA Holcim): Deze groeve is ook sinds 1980 uitgeput, verlaten en staat onder water. Ook hier is Holcim bezig met herinrichting van de site als natuurgebied. Op de site staat tevens een pompstation voor de bevoorrading van de cementfabriek.[5]

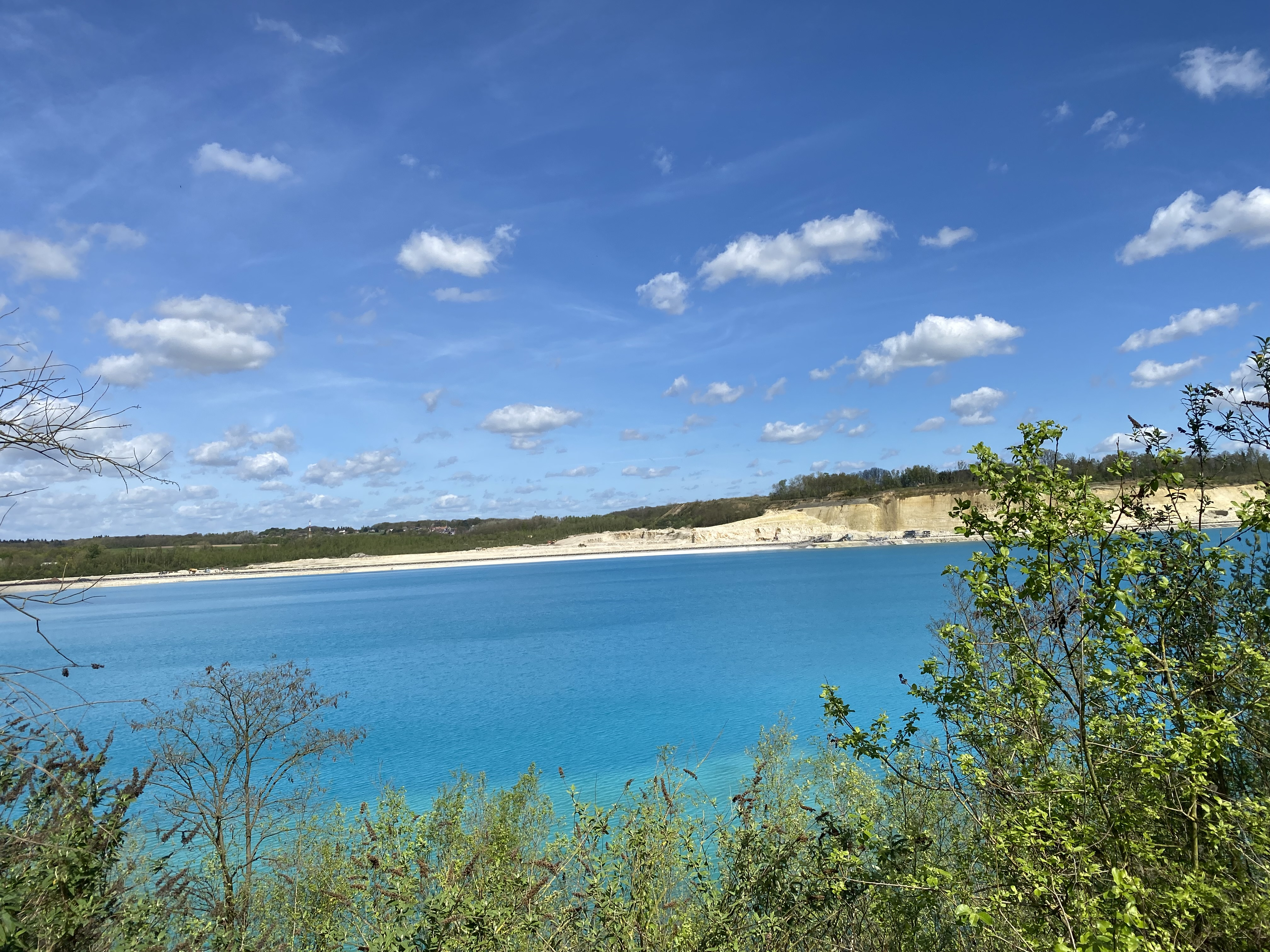
Zicht op Groeve 'Obourg 3'

- Carrière Obourg 3 (Carrière Denuit): Dit is de enige groeve bij Obourg die nog actief is. De groeve wordt geëxploiteerd door Holcim NV.[5] Extractie gebeurt onder water door een emmer baggermachine, waarna het krijt via een transportband wordt vervoerd naar de cementfabriek. Oorspronkelijk bestond deze groeve uit twee afzonderlijke groeven, namelijk Carrière Obourg 2 en Carrière Obourg 3, maar door de groei werden deze samengesmolten tot één grote groeve. Hiervoor moesten zelfs stedelijke infrastructuren wijken waardoor de verbinding tussen twee woonwijken werd afgesneden.[6]

Na het sluiten van de groeve Obourg 1 (Carrière Obourg 1) trachtte de fabriek in 1981 een nieuwe krijtgroeve te openen ten zuiden van de fabriek, maar deze exploitatie is, om onbekende redenen, nooit gestart.
De bestaande krijtgroeve ten noordoosten van de fabriek raakt stilaan uitgeput waardoor de fabriek zal overschakelen op kalksteen.
Zoals eerder vermeld werd Ciment d’Obourg eigenaar van ‘Carrière du Milieu’ door de overname van de firma Dumont. De steengroeve bevindt zich in een afzetting van harde kalksteen uit de Carboon tijdperk die in het westen van Henegouwen op de hellingen van de valleien van de Schelde ontspringt, met een nuttige dikte van meer dan 160 m. De groeve is gelegen 5 km ten zuidoosten van Doornik en grenst aan ‘Carrière d’Antoing’ (Cimecaut) en ‘Carrière Lemay’. In de komende jaren zullen de fysieke grenzen tussen deze groeves verdwijnen, de gigantische rotswanden van meer dan 100 meter hoog bezitten nog zeer veel kalksteen. Uiteindelijk zal dit leiden tot het ontstaan van één gigantische groeve van meer dan 530 hectare.
In het kader van het verduurzaamheidstraject dat de cementindustrie tracht te bewandelen, begon Holcim Obourg aan de exploitatie van een nieuwe groeve in Antoing. Deze groeve kreeg de naam ‘Rive Gauche’ omdat het aan de linkerkant van de Schelde ligt ter hoogte van de cementfabriek Heidelberg en Carrière du Milieu. Het is de bedoeling dat deze groeve de aanlevering van kalksteen zal voorzien via een treinverbinding met de fabriek. In 2022 werd met de eerste explosies de exploitatie officieel gestart. Het gaat hier om een groeve die meer dan 300 miljoen ton aan kalksteen zou moeten opleveren. Tegen 2040 zou de groeve helemaal operationeel moeten zijn, net op tijd om een naadloze overgang te maken met de resterende materialen uit de groeve op rechteroever ‘Carriere du Milieu’.

## Functie cementoven
Al bijna 100 jaar zet Holcim zijn cementovens in om klinker te produceren via een ‘nat’ proces. Het natte proces is de meest traditionele methode waarbij de vermalen grondstoffen worden vermengd met water om een slurry te vormen. De keuze wordt hier gemaakt omdat de grondstoffen uit een waterrijke delving gewonnen worden. Deze substantie bevat tussen de 30 en 40% water, wat betekent dat de cementoven een grote hoeveelheid energie nodig heeft om tijdens het verwarmingsproces eerst het water te laten verdampen. Dit maakt het natte proces minder energie-efficiënt is dan het droge proces, dat tegenwoordig meer wordt gebruikt, en dus ook een hogere operationele kosten heeft. De omvorming tot klinker gebeurt in volgende stappen:
- Tot 550 °C: verwarming, droging en dehydratatie;
- 550 - 900 °C: calcinatie van CaCO3 tot CaO en CO2;
- 900 - 1.300 °C: eerste omkristallisatiereacties of calcinatiereacties;
- 1.300 - 1.450 °C: sintering en vorming van klinker.

Desondanks heeft het natte proces enkele voordelen. Het staat bekend om zijn vermogen om gemakkelijk met heterogene grondstoffen om te gaan en kan een consistent hoge productkwaliteit leveren door een betere controle over de chemische samenstelling van de slurry. Het systeem is ook minder gevoelig voor variaties in de kwaliteit van de grondstoffen, wat resulteert in een uniform eindproduct.
Afvalverwerking door cementoven
Naast de productie van cement dient de cementoven in Obourg ook het doel van afvalverwerking. Het vormen van cementklinker is een zeer energie-intensief proces waarbij temperaturen tot 1450°C moeten worden gehaald om tot sintering te komen. Om deze energie noden te behalen wordt er zeer veel brandstof verbrand. Zo wordt afval ingezet als vervangende brandstof zodat het gebruik van niet-hernieuwbare brandstoffen en de afvalbergen in België kunnen worden beperkt.
Alvorens het afval in de cementoven wordt gestort, ondergaat het afval enkele kwaliteitstesten en wordt het verwerkt naar vervangende brandstof. Dit gebeurt door Geocycle, het dochterbedrijf van de Holcim Groep dat instaat voor de verwerking van oplosmiddelen, afvalwater, lijm, inkten, verfresten, koolwaterstof, slib en verontreinigde verpakkingen. Het doel van het bedrijf is: "De cementfabriek van Obourg maar ook andere energierovende industrieën, een dienst van afvalwerking te leveren die het mogelijk maakt afval nuttig toe te passen als energie en grondstof en tevens een bijdrage te leveren aan de vermindering van de impact ervan op het milieu”. Geocycle profileert zich op deze manier als een belangrijke speler in de circulaire economie, wat toch niet vanzelfsprekend is aangezien het hier gaat over 2 niet herbruikbare materiaalstromen die niet zomaar een circulaire stroom worden.
In 2000 werd er in de twee installaties in Obourg zo een 265 000 ton afval verbrand. Gedurende de jaren werd het percentage van de geleverde energie via afvalverbranding groter. In 1987 was dit 4%, het steeg dan sterk tot 28,3% in 1994 en meer dan 40% in 2000. In de huidige situatie zet Geocycle meer dan 400 000 ton afval om ter productie van 62% van de noodzakelijke energie van de installatie. Ter vergelijking, dit komt overeen met de energiebehoefte van de volledige stad bergen. Hiervan werd 100 000 ton eerst verwerkt, terwijl 300 000 ton rechtstreeks naar de cementfabriek werd gestuurd.

## Milieuimpact
De productie van cement gaat gepaard met verschillende emissies, waaronder fijnstof, stikstofoxiden (NOx), zwaveldioxide (SO2), vluchtige organische stoffen (VOS), koolstofdioxide (CO2), dioxines (PCCD/F) en waterstofchloride (HCl). Daarnaast kunnen onder bepaalde omstandigheden ook aanzienlijke hoeveelheden van koolstofmonoxide (CO), waterstoffluoride (HF), ammoniak (NH3), tolueen, benzeen, ethylbenzeen, polycyclische aromatische koolwaterstoffen (PAK's), metalen, geur en geluid optreden.
Uit een studie, gepubliceerd in 1995, blijkt dat de hoeveelheden fijnstof geproduceerd door de fabriek aan het afnemen is. Voor dit onderzoek werden 13 jaar lang metingen gedaan op vaste punten in de nabije omgeving van de fabriek. Deze resultaten liggen ook in lijn met de Europese gemiddelden, nl < 230 mg/m2.dag. Het ISSeP (Institut Scientifique de Service Public) helpt het bedrijf bij het meten en regelen van hun uitstoot.
Uit deze metingen bleek dat er af en toe piekwaarden werden gemeten voor klasse II (giftige stoffen) en specifiek voor chloor die 25% boven de wettelijke norm lagen. Ook voor zwaveloxiden en stikstofoxiden kon men deze trend zien.
Elk jaar produceert de fabriek meer dan 1,3 miljoen ton CO2 en is hiermee een van de grootste uitstoters van België. Door de steeds strenger wordende eisen is het bedrijf genoodzaakt te investeren in een duurzamere toekomst.

## Lokale impact
De cementfabriek heeft een grote impact op haar directe omgeving. In positieve zin zorgt de fabriek voor economische stabiliteit en jobzekerheid in de regio, maar er zijn ook negatieve aspecten aan haar aanwezigheid. Het ontginnen van de groeves heeft een impact op de lokale fauna en flora en de infrastructuur. Zo werd voor de samensmelting van Carrière Obourg 3 (Carrière Denuit) en Obourg 2 een verbindingsweg afgesloten. Als compensatie heeft Holcim de stad ondersteund in het financieren van een circulatieplan en wegennet.
Het ontginnen van de groeves heeft ook een invloed gehad op de natuur. Veel fauna en flora heeft moeten plaatsmaken door de intensieve exploitaties. De laatste jaren is Holcim wel bezig met het teruggeven van de groeves aan de lokale bevolking. Carrière Obourg 4, Carrière 1 CBR en Carrière Obourg 1 zijn ondertussen al herontwikkeld als natuurdomein. Het plan werd uitgewerkt door PHRAGMITES in samenhang met een impactstudie en betreft volgende ingrepen:
- Aanleg van een meer
- Herinrichting noordelijk deel (dat niet werd geëxploiteerd) als park
- Aanleg wandelpaden
- Herprofilering en inrichting van de hellingen ontstaan door exploitatie
- Beplanting en bezaaiing met inheemse soorten

De continue werking van de cementoven houdt ook de omwonenden bezig. In de jaren 90 en 2000 waren er regelmatig vergaderingen tussen gemeentebestuur, directie van de fabriek en vertegenwoordigers van de bewoners. Hierin werden thema’s als geluidsoverlast, afvalverbranding en uitstoot veelvuldig besproken. Via deze vergaderingen werd er ook gestreefd naar frequentie metingen omtrent deze onderwerpen die dan uitvoerig geanalyseerd werden. Op deze manier konden bedenkingen bezorgdheden van de bewoners afgetoetst worden tegen het huidige plan van aanpak en beleid.

## Ambities voor de toekomst
Enkele jaren geleden kondigde Holcim al het prestigeproject ‘Obesco2’ aan. Ondertussen werd het project bijgestuurd en is het nu gekend onder de naam ‘Go4Zero’ Dit ambitieuze project heeft als doel om niet alleen de bestaande processen duurzamer te maken, maar ook een concrete oplossing te bieden in de strijd tegen klimaatverandering. Het project zal worden uitgerold in twee fasen:
De eerste fase omvat de bouw van een nieuwe klinkeroven op de site van Obourg. Deze oven zal een capaciteit hebben van 6.000 ton per dag, vergelijkbaar met de huidige twee ovens samen en zal deze dan ook vervangen. De nieuwe oven zal gebruikmaken van kalksteen in plaats van krijt, met een zogenaamd “droog” proces. De kalksteen wordt per spoor aangevoerd vanuit ontginningsplaatsen in het Doornikse. Deze nieuwe oven zou een zeer hoge efficiëntie hebben en tevens het opvangen van CO2vereenvoudigen. De oven is ontworpen om op middellange termijn de mogelijkheid te bieden tot het injecteren van zuurstof. Dit verhoogt de concentratie CO2 van 30% naar 80% en kan de uitstoot beter gezuiverd, vloeibaar gemaakt en behandeld worden. De investering voor deze fase bedraagt meer dan € 400 miljoen.
In de tweede fase van het project is het doelstelling om via een samenwerking, met Air Liquide, de vloeibare CO2 te stockeren in de Noordzee.  Air Liquide zal een eenheid bouwen naast de fabriek voor haar unieke Cryocap Oxy-technologie en op deze manier 95% van de geproduceerde CO2 afvangen en zuiveren. De CO2 zal vervolgens onder het toezicht komen van CO2-exporthub in de Antwerpse haven. Hier wordt het uiteindelijk vloeibaar gemaakt om het te stockeren in een veilige opslagplaats in de zee.
Cryocap Oxy-technologie is ontwikkeld door Air Liquide en werkt op het principe van zuurstofverbanding. Hierbij wordt zuivere zuurstof gebruikt in plaats van lucht voor de verbanding. Dit verbetert niet alleen aanzienlijk de efficiëntie van CO2-vangst, maar kan ook omgaan met onzuiverheden zoals hoge niveaus van stikstofoxiden.
Voor deze visie op de toekomst heeft Holcim subsidies gekregen van de Europese Commissie, meer bepaald het European Innovation Fund dat inzet op Net-zero initiatieven. Holcim en AirLiquide krijgen samen meer dan € 150 000 000 aan steun, echter is op te merken dat deze steun er pas kwam nadat BNP Parisbas Fortis, de Waalse en de Federale regering hun steun uitspraken voor het project.